# (9213) 1995 UX5
A (9213) 1995 UX5 a Naprendszer kisbolygóövében található aszteroida. Ueda Szeidzsi és Kaneda Hirosi fedezte fel 1995. október 21-én.